# 윌리엄 랜돌프 허스트

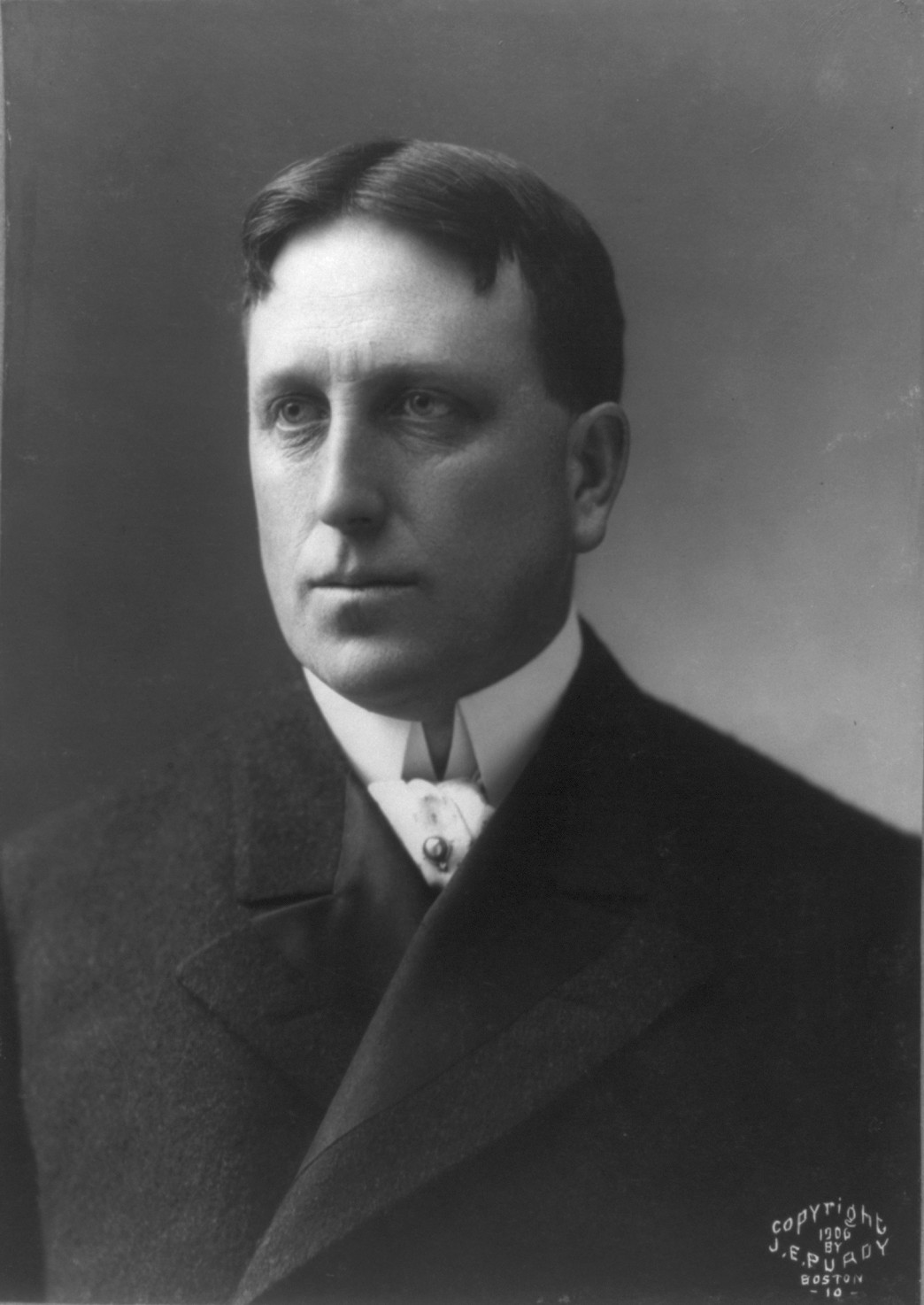

윌리엄 랜돌프 허스트(William Randolph Hearst I, 1863년 4월 29일 ~ 1951년 8월 14일)는 미국의 언론및 출판사 사주로 자수성가한 백만장자 조지 허스트의 아들이다.
미국 캘리포니아주 샌프란시스코 출생으로 하버드 대학을 중퇴하고 1887년 아버지가 소유하던 《이그재미너》를 경영하면서 신문계에 진출했다. 1895년 뉴욕의 《모닝 저널》을 인수해 《저널 아메리칸》으로 바꾸고 또 다른 신문왕 조셉 퓰리처의 《월드》와 경쟁했다.
신문자 《뉴욕 저널》(New York Journal)의 사주를 하면서 행동 저널리즘이라는 아이디어를 통해서 스스로 뉴스를 생산하고 기사화하는 방법을 고안하였으며, 1895년 미국-스페인 전쟁을 부추기는 기사를 선정적으로 게재하여 전쟁을 촉발시키기도 하였다.
이후 미국 17개 도시에서 일간시를 매수 및 창간하고 INS 통신사와 출판사, 3개 방송국을 자기 손에 두어 거대한 언론 제국을 평성하였고 조셉 퓰리처와 함께 옐로저널리즘(황색저널리즘)의 기수로 평가받고 있다.
한때 천재 감독 오손 웰스의 영화 〈시민 케인〉에서 풍자되기도 했으며 미국 캘리포니아주에는 그가 건설한 거대한 허스트 캐슬이 자리잡고 있다.

## 역대 선거 결과
| 선거명      | 직책명                     | 대수 | 정당             | 득표율 | 득표수    | 결과 | 당락                 |
| ----------- | -------------------------- | ---- | ---------------- | ------ | --------- | ---- | -------------------- |
| 1902년 선거 | 하원의원 (뉴욕 제11선거구) | 58대 | 민주당           | 69.07% | 26,953표  | 1위  | 뉴욕주 하원의원 당선 |
| 1904년 선거 | 하원의원 (뉴욕 제11선거구) | 59대 | 민주당           | 59.33% | 26,255표  | 1위  | 뉴욕주 하원의원 당선 |
| 1905년 선거 | 뉴욕 시장                  | 93대 | 지방 소유권 정당 | 37.16% | 224,929표 | 2위  | 낙선                 |
| 1906년 선거 | 뉴욕 주지사                | 36대 | 민주당           | 46.62% | 691,105표 | 2위  | 낙선                 |
| 1909년 선거 | 뉴욕 시장                  | 94대 | 무소속           | 25.88% | 154,187표 | 3위  | 낙선                 |
| 1910년 선거 | 뉴욕 부지사                | 39대 | 무소속           | 4.21%  | 60,286표  | 3위  | 낙선                 |